# Club Deportivo San Francisco (Bahía Blanca)
El Club Deportivo San Francisco es un club de la ciudad de Bahía Blanca , Buenos Aires, Argentina. Fue fundado el 9 de julio de 1987 y sus actividades principales son el fútbol y el balonmano. Hasta el 2001 tuvo fútbol femenino y en el 2009 también tuvo bowling.

## Historia
El nombre de la institución se debe a la iglesia de San Francisco de Asís de la ciudad de Bahía Blanca. En los comienzos se llamaba Club Deportivo San Francisco de Asís, hasta que los padres de los niños que jugaban en el club intentaron afiliarse a la Liga del Sur. La iglesia se opuso a una futura afiliación a la liga porque quería que sólo participara en una liga barrial. Después de idas y venidas entre los padres y la iglesia decidió afiliarse a la Liga del Sur, pero la iglesia dejó de colaborar con el club. Fue por eso que se le sacó "de Asís", quedando de esta forma el nombre actual.
Desde hace más de 25 años, la sede social del club se encuentra en la calle Chacabuco 3051. Anteriormente estaba ubicada en los barrios Villa Muñiz y Rosendo López, pero actualmente se ubica dentro del Barrio Villa Italia. El cambio ocurrió porque la antigua sede estaba ubicada en terrenos pertenecientes a Vialidad Nacional. Hoy en día cuenta también con un predio recreativo que está ubicado en la Ruta Nacional Número 229, Kilómetro 10, Bahía Blanca, el cual perteneció al Banco de Río Negro y al Banco del Neuquén que fue adjudicado al club, gracias a un gran dirigente, "Ruso" García en el año 2006/07.
Dirigentes importantes.(1987 - Actualidad)
Jorge Dambolena, Pons, Bonventre, "Pelusa" Martínez, Calderón, "Ruso" García, Néstor Castorani, Nieto, Holzzman, Beatriz de Pons, Néstor Blanco, Néstor Redlich, Cristian Silva, entre otros.

## Fútbol
Participa del torneo promocional de ascenso que organiza la Liga del Sur, a la cual está afiliado desde 1997. Su primer partido oficial fue 1 a 1 contra Pacífico de Cabildo. Su primera estrella fue saliendo campeón en el torneo regional federal amateur. También salió campeón de la liga del sur en 2023 ascendiendo por primera vez a la primera A 
El estadio se encuentra en el barrio Villa Italia, en la calle Chacabuco 3050, cuenta con una capacidad aproximada de 1.500 espectadores parados, su nombre oficial es Gustavo Novoa. En el año 2009 se encontraba en refacciones.

## Balonmano
Está afiliado desde el 2009 a la Asociación Bahiense de Balonmano y participa de los torneos que dicha Asociación organiza en las ramas masculina y femenina. También participa en el torneo anual de Beach Handball Patagónico que se disputa en la provincia de Río Negro, Argentina.

## Otras disciplinas
- Fútbol (femenino) hasta 2001, vuelve en 2016.
- Bowling (masculino) en 2009.
- Balonmano, masculino y femenino del 2008 al 2013.